# Kávás, Zala
Kávás  este un sat în districtul Zalaegerszeg, județul Zala, Ungaria, având o populație de 245 de locuitori (2011). 

## Demografie
Componența etnică a satului Kávás
     Maghiari (97,25%)
     Romi (1,38%)
     Necunoscut (1,38%)
     Alții (1,38%)
Componența confesională a satului Kávás
     Romano-catolici (61,63%)
     Fără religie (8,98%)
     Necunoscută (29,39%)
     Alte religii (4,9%)
Conform recensământului din 2011, satul Kávás avea 245 de locuitori. Din punct de vedere etnic, majoritatea locuitorilor (97,25%) erau maghiari, cu o minoritate de romi (1,38%). Apartenența etnică nu este cunoscută în cazul a 1,38% din locuitori.  Din punct de vedere confesional, majoritatea locuitorilor (61,63%) erau romano-catolici, cu o minoritate de persoane fără religie (8,98%). Pentru 29,39% din locuitori nu este cunoscută apartenența confesională.